# Leopold Jessner
Leopold Jessner est un metteur en scène allemand, directeur de théâtre et réalisateur, né le 3 mars 1878 à Königsberg (province de Prusse-Orientale), mort le 13 décembre 1945 à Los Angeles (Californie). Il a participé activement au théâtre expressionniste et politique allemand des années 1920. Son premier film en 1921, Escalier de service (Hintertreppe), a ouvert la voie au cinéma expressionniste.

## Biographie
Leopold Jessner commence sa carrière comme acteur de tournées avant de devenir metteur en scène en 1911, puis directeur de théâtre. Il a dirigé le Thalia-Theater de Hambourg (1905-1915), le Neue Schauspielhaus à Königsberg (1915-1919), le Staatlichen Schauspielhauses de Berlin (1919-1928), puis le BerlinStaatstheaters Berlin. Jessner était réputé pour ses mises en scène aux décors dénudés et sa direction d'acteurs refusant tout naturalisme. En 1919, sa mise en scène de Guillaume Tell (d'après l’œuvre de Schiller) fit un scandale.
En 1921, son premier film, transposant à l'écran ses principes de mise en scène théâtrale, Escalier de service (Hintertreppe), coréalisé avec Paul Leni, marque les débuts de l'expressionnisme au cinéma. Le film met notamment en valeur son gout des marches et des escaliers stylisés, qu'il utilisait abondamment au théâtre. « Jessner a beaucoup tiré parti de la symbolique des escaliers, au point que l'on parlait de Jessnertreppen (escaliers Jessner). Aussi bien sur scène qu'au cinéma, explique René Lauret, il a utilisé les escaliers pour caractériser symboliquement les états d'âme, pour exprimer visuellement l'exaltation ou la dépression, pour souligner la supériorité ou l'infériorité psychologique ou sociale de ses personnages ».
Jessner réalise encore deux autres films en Allemagne, dont Loulou (en), première adaptation allemande, avant celle de Pabst, de Die Büchse der Pandora de Frank Wedekind ; mais pour lui le théâtre reste l'essentiel, et le cinéma n'est qu'un à-côté.
En 1934, Leopold Jessner, socialiste membre du Parti social-démocrate et juif, est contraint de fuir l'Allemagne nazie. En Grande-Bretagne, il participe une dernière fois à la réalisation d'un film, Children of the Fog, adaptation d'un roman sur la vie dans les taudis londoniens. En 1936, il met en scène, à Tel-Aviv, Le Marchand de Venise de Shakespeare, mais ne rencontre pas le succès qu'il espérait.
En 1937, il s'installe aux États-Unis et travaille désormais comme rédacteur à la MGM. Il meurt à Hollywood en 1945.

## Filmographie
- 1921 : Escalier de service (Hintertreppe) coréalisé avec Paul Leni
- 1923 : Loulou (en) (Erdgeist)
- 1927 : Maria Stuart (de) coréalisé avec Friedrich Feher
- 1935 : Children of the Fog coréalisé avec John Quin